# Joseph Pouabou
Joseph Pouabou né le 12 mai 1919 à Pointe-Noire (Congo) est un magistrat congolais. Il est le premier président de la Cour suprême du Congo. Il est mort assassiné le 15 février 1965 à Brazzaville.

## Biographie

### Jeunesse et Famille
Joseph Pouabou est le premier haut magistrat congolais à occuper le poste de Président de la Cour suprême. Il a été marié à Sophie Mavoungou (Cheynut), décédée à l'âge de 90 ans, le 8 mai 2009 dans la principauté de Monaco où elle s'était réfugiée depuis 1965, année de la tragique disparition de son époux.
Joseph Pouabou qui est originaire de la région de Pointe-Noire est l'oncle de la femme de lettres Mambou Aimée Gnali. Jean Théodore Pouaboud, un des membres de sa famille, a été maire de la ville de Pointe-Noire entre 1993 et 1994.
Avec l'arrivée de Félix Éboué à la tête de l'Afrique-Équatoriale française (AEF) en 1944, Joseph Pouabou profite de la promotion du passage d'une certaine frange de la population, les chefs traditionnels y compris, du statut de l'indigénat à celui de notable évolué. Il est formé à l'école occidentale et fait ses études supérieures à l'université Panthéon-Sorbonne où il sort major de sa promotion avec une maîtrise de droit.
Professionnellement, il gravit tous les échelons de celui de commis aux écritures à celui de directeur de cabinet de Fulbert Youlou. 
Joseph Pouabou accède à la fonction de Président de la Cour suprême au moment de l'avènement du Congo à l'indépendance en 1960.

### Chasse aux sorcières
En 1963 le parti unique vient d'être instauré par le président l'abbé Fulbert Youlou et où on s'achemine vers le socialisme scientifique. Les journées des 13, 14 et 15 août lui portent l’estocade. Sous la vindicte populaire, Youlou est contraint de remettre sa démission. Alphonse Massamba-Débat devient président de la République. Les positions politiques de Joseph Pouabou ne sont pas alors du goût du pouvoir. Dès lors, une nouvelle pratique dans les mœurs politiques voit le jour, celle des tribunaux révolutionnaires et des chasses aux sorcières. 
Du 10 au 12 février 1965, lors de la Conférence de Nouakchot portant création de l'OCAM (Organisation commune africaine et malgache), M. Germain Bicoumat, ministre de l'Intérieur et délégué du Congo-Brazzaville, fait circuler parmi les chefs d'État, un texte intitulé « Complot contre le Congo-Brazzaville ». Ce document détaille un plan mis au point par Moïse Tshombé lors de son dernier séjour en Europe, pour diviser les deux Congo en quatre républiques. La première englobant le Congo-Brazzaville, serait dirigée par Fulbert Youlou, la seconde lumumbiste, la troisième confiée à Tshombé et la quatrième à M. Kalondji au sein d'un ensemble confédéral. Ce plan aurait été inspiré par les Belges et les Portugais et prévoyait l'assassinat des principaux dirigeants de Brazzaville.  
Les autorités ont donc pris des mesures à l'encontre des certaines personnalités soupçonnées de complicité avec les promoteurs du complot: M. Pouabou, M. François Luc Macosso, ancien député déchu de son mandat et ministre de la justice, M. Matsocota; Pascal Ockiemba-Morlende, ancien garde des sceaux et le Dr Galiba, ministre d'État, chargé de la Santé publique. Plusieurs ministres et anciens ministres se sentant menacés se sont mis sous la protection de la gendarmerie. Le tort de ces personnalités était d'avoir critiqué le gouvernement. 

### Mort
Dans la nuit du 14 au 15 février 1965, à minuit et vingt minutes, un groupe d'hommes paramilitaires de la Jeunesse du Mouvement national de la révolution (JMNR) force la porte du domicile de Joseph Pouabou à Brazzaville. Ce dernier est bastonné jusqu'à perdre conscience. Madame Pouabou et leurs enfants sont également molestés. Ensuite, Joseph Pouabou est emmené dans une des trois voitures de l'escorte. La même scène se produit également chez Lin Lazare Matsocota (procureur de la République) et l'abbé Anselme Massouémé (directeur de l'Agence congolaise de l'information). Les corps mutilés de ces deux derniers ont été retrouvés deux jours plus tard sur les rives du fleuve Congo,. Le corps de Joseph Pouabou n'a en revanche jamais été retrouvé. Il aurait été lesté avec les grès abondants le long du lit du fleuve.
Si rien ne prouve que cet assassinat politique est directement imputable au Président de la République de l'époque, le procès de 1969 attribuera cet acte odieux, tout comme celui des deux autres hauts fonctionnaires Matsocota et Massouémé à des proches du président et notamment le fameux « groupe de Mpila ». Le contexte politique révolutionnaire était alors très tendu. Ainsi la JMNR était chargée dès 1964 d'encadrer la jeunesse congolaise et de l'éduquer à une doctrine d'inspiration marxiste. La milice du parti unique, la « Défense Civile », sèmera ensuite la terreur.

### Hommages
Une avenue et une école à Brazzaville portent le nom des « Trois martyrs ». Ce sont les trois martyrs de la république congolaise.
Un monument a été érigé à Pointe-Noire, au rond-point baptisé « Place Joseph Pouabou », situé en face du palais de justice de Pointe-Noire afin d'honorer la mémoire du haut magistrat,,. Le buste a été dévoilé en août 2010, par le préfet de Pointe-Noire Alexandre Honoré Paka et le maire de Pointe-Noire Roland Bouiti-Viaudo, en marge de la célébration du cinquantenaire de l'indépendance du Congo. C'est un juste retour des choses surtout qu'en plus d'avoir été arraché à la vie de façon crapuleuse, sa dépouille mortelle n'a jamais été retrouvée.

## Œuvres
- « L'évolution de la femme africaine », Liaison, no 15, septembre 1951
- « Le peuple Vili ou Loango », Liaison, nos 57 et 59, septembre 1955, p. 50-53  et p. 57-70
- La famille composée dans la partie sud du Moyen-Congo, Ministère des Colonies, École coloniale puis École nationale de la France d'Outre-Mer, 1956/1957